# Magiria
Magiria é um gênero de mariposa pertencente à família Crambidae.